# Хмельницький національний університет
Хмельницький національний університет — заклад вищої освіти України у місті Хмельницький.

## Загальні відомості
Хмельницький національний університет — найбільший у Хмельницькій області заклад вищої освіти, який готує спеціалістів із багатьох галузей знань і проводить навчальну, методичну, наукову та виховну роботу. Університет засновано 1962 року. Пройшов шлях від загальнотехнічного факультету Українського поліграфічного інституту до Хмельницького національного університету, який має найвищий IV рівень акредитації.
Підготовку майбутніх фахівців здійснюють сім факультетів, що забезпечують навчання за 154 освітніми програмами. Станом на 2019 рік в університеті навчається понад 5 тисяч студентів. Станом на 1 січня 2024 року навчалося 7170 студентів. Навчальний процес забезпечують 44 кафедри.
В університеті впроваджено ступеневу систему підготовки спеціалістів за освітньо-кваліфікаційними рівнями — бакалавр, спеціаліст, магістр. У рамках цієї системи функціонує п'ять навчально-наукових виробничих комплексів, до складу яких входять освітні заклади I—II рівня акредитації, загальноосвітні школи та підприємства. Університет є визнаним в Україні та за її межами науковим центром, у якому працюють понад 15 наукових шкіл, докторантура, аспірантура, вчені ради із захисту докторських і кандидатських дисертацій.
Університет працює в напрямках міжнародного співробітництва, бере участь у міжнародних проектах, конференціях, програмах обміну студентами, викладачами та науковцями.
У 2020 році наказом ректора запроваджено процедуру заповнення декларації щодо дотримання академічної доброчесності учасниками освітнього процесу (здобувачами та викладачами).

## Історія
Червень 1962 р. — заснування загальнотехнічного факультету Українського поліграфічного інституту. На перший курс вечірньої та заочної форм навчання зараховано 250 студентів.
Січень 1966 р. — факультет реорганізується у філіал Українського поліграфічного інституту. Функціонує два факультети: механічний і загальнотехнічний. На перший курс прийнято 520 осіб, із них 90 осіб на денну форму навчання. Ще 30 осіб зараховані на другий курс денної форми навчання механічного факультету.
Вересень 1967 р. — філіал стає самостійним навчальним закладом — Хмельницьким технологічним інститутом побутового обслуговування. У ньому діє три факультети: механічний, технологічний, загальнотехнічний. Загальна кількість студентів сягає 1500 осіб. На дев'яти кафедрах працюють 65 штатних викладачів і лаборантів.
Липень 1969 р. — в інституті організовано чотири факультети, в їхньому числі два загальнотехнічних: Хмельницький і Кам'янець-Подільський. За час перебування, з липня 1969 по грудень 1974 р., на посаді ректора доцента Карпиленка М. І. в інституті відкрито підготовче відділення та інженерно-економічний факультет. Різними формами навчання охоплено 5639 студентів. На 21 кафедрі працювало 254 викладачі, з них 100 мали вчені ступені та звання.
Грудень 1974 р. — інститут продовжує інтенсивно розвиватися під керівництвом доктора технічних наук, професора Сіліна Р. І. ХТІПО перетворюється у багатопрофільний вищий навчальний заклад і готує спеціалістів для багатьох галузей народного господарства.
Вересень 1989 р. — ВНЗ отримує статус Хмельницького технологічного інституту. За ці роки побудовано 4-й навчальний корпус, 4-й і 5-й гуртожитки, сучасну бібліотеку, їдальню, спорткомплекс, дослідно-експериментальну базу науково-дослідного сектора, водовеслувальну базу, два житлові будинки, розпочато будівництво 5-го навчального корпусу. Відкриваються факультети: радіоелектроніки, бізнесу і права, по роботі з іноземними студентами. Інститут готує спеціалістів для 47 країн світу. В інституті діє аспірантура та докторантура.
Жовтень 1994 р. — інститут акредитується за IV рівнем і отримує статус Технологічного університету Поділля. Факультет по роботі з іноземними студентами реорганізовується в гуманітарно-педагогічний. Відкривається підготовка фахівців з восьми нових спеціальностей. Зростає кількість студентів. Станом на 1 січня 2002 року в університеті навчалося понад 11 тисяч студентів, з них 6,4 тисячі осіб за денною формою навчання, близько 1,5 тисячі осіб навчається на факультеті довузівської та післявузівської підготовки.
1995 р. — досягнення Технологічного університету Поділля створили можливість заснування Мукачівського філіалу з двома факультетами: інженерно-економічним і технологічним. Сьогодні це Мукачівський державний університет.
2003 р. — розпорядженням Кабінету Міністрів України та наказом Міністерства освіти і науки України Технологічний університет Поділля реорганізований у Хмельницький державний університет.
2004 р. — Указом Президента України та наказом Міністерства освіти і науки України Хмельницькому державному університету надано статус національного.

## Ректори
- Ганжуров Семен Михайлович — 1962—1969 рр.
- Карпиленко Михайло Іванович — 1969—1974 рр.
- Сілін Радомир Іванович — 1974—2001 рр.
- Скиба Микола Єгорович — 2001—2021 рр.
- Матюх Сергій Анатолійович — з 2021 р.

## Корпуси та кампуси
В університеті нараховується дев'ять навчальних і лабораторних корпусів, площа яких становить 58 989 м²; студентське містечко об'єднує п'ять гуртожитків загальною чисельністю 2378 місць. Провідним підрозділом університету є наукова бібліотека, до складу якої входять сім читальних залів, три абонементи, спеціалізовані сектори: науково-технічної документації, літератури іноземними мовами, зал каталогів та електронної інформації. Загальний бібліотечний фонд становить 610 тис. примірників. Для підготовки фахівців використовуються 23 лекційні аудиторії, 41 аудиторія для практичних та семінарських занять, 68 спеціалізованих лабораторій та 5 навчальних майстерень.

## Інститути та факультети
- Факультет інженерної механіки
- Факультет економіки і управління
- Гуманітарно-педагогічний факультет
- Факультет програмування та комп'ютерних і телекомунікаційних систем
- Факультет технологій та дизайну
- Факультет міжнародних відносин
- факультет дистанційного навчання, післядипломної освіти та довузівської підготовки

## Почесні доктори та випускники
- Амонашвілі Шалва Олександрович — доктор психологічних наук, академік Російської академії освіти
- Березненко М. П. д.т. н., професор Київського національного університету технологій та дизайну, заслужений діяч науки та техніки України
- Бурлаков О. М. к.е.н., професор, академік Національної академії економічних наук України, голова державної інспекції навчальних закладів МОНмолодьспорту України
- Бурмістенков О. П. д.т. н., професор Київського національного університету технологій та дизайну, заслужений діяч науки та техніки
- Гавлік Йозеф д.т. н., професор, ректор Краківської політехніки ім. Тадеуша Костюшка
- Геєць Валерій Михайлович д.е.н., професор, академік НАН України, заслужений діяч науки та техніки України, директор державної установи «Інститут економіки та прогнозування НАН України»
- Гольденгорін Борис Ісаакович, д.т.н, д.е.н, професор, почесний доктор наук Хмельницького Національного Університету, С. Пол Стокер Професор Університета Огайо, Сполучені Штати Америки
- Грищенко І. М. д.е.н., професор, народний депутат України (1990—1994), ректор Київського національного університету технологій та дизайну
- Добжанський Лешек Адам д.т. н., професор, директор Інституту інженерних матеріалів та біоматеріалів Технологічного університету м. Глівіце (Польща)
- Кремень Василь Григорович д.ф.н., професор, академік НАН України, Міністр освіти і науки України (1999—2005), президент НАПН України
- Новиков М. В. д.т. н., професор, академік НАН України, заслужений діяч науки та техніки України
- Ничкало Н. Г. д.пед.н., професор, академік НАПН України, заслужений діяч науки та техніки України
- Рагульскіс Каземірас д.т. н., професор, академік НАН Литви, член-кореспондент РАН
- Сагач Г. М. д.пед.н., доктор наук з риторики, професор Київського національного університету імені Тараса Шевченка
- Томашенко В. В. начальник департаменту розвитку професійної освіти Міністерства освіти та науки України (до 2002)
- Мазура М. П., доктор технічних наук.

## Нагороди та репутація
Враховуючи загальнодержавне і міжнародне визнання результатів діяльності навчального закладу та вагомий внесок у розвиток національної освіти і науки, Хмельницький національний університет отримав Золоту медаль у номінації «Інноваційний розвиток освіти та сучасні педагогічні технології» на Міжнародній спеціалізованій виставці «Освіта та кар'єра — 2011». На третій Міжнародній виставці «Сучасні заклади освіти — 2012» Хмельницький національний університет в рамках рейтингового виставкового конкурсу Гран-Прі був нагороджений дипломом «Лідер наукової діяльності», а також дипломом за активну роботу з модернізації системи освіти.
У 2020 році Хмельницький національний університет потрапив до сотні кращих ЗВО у консолідованому рейтингу кращих закладів вищої освіти України і посів 67 місце.